# Gwiazdkowy prezent
Gwiazdkowy prezent (ang. The Christmas Toy, 1986) – amerykańsko-kanadyjski film telewizyjny produkcji Jima Hensona, sponsorowany przez Kraft Foods. Na podstawie filmu w 1994 roku powstał serial Sekretne życie zabawek.
Film został wyemitowany na kanale ABC 6 grudnia 1986 roku, na kasety VHS wydano go w 1993 roku. W 2008 roku film został wydany na DVD przez HIT Entertainment, jednak wycięto z nim scenę z Kermitem w związku z problemami licencyjnymi od The Walt Disney Company.
Film po raz pierwszy w Polsce wyemitowano na kanale TVP1 24 grudnia 1987 roku w ramach Wieczorynki.
Film został w późniejszych latach zapamiętany za to, że jego fabuła jest łudząco podobna do późniejszego Toy Story i w obu produkcjach znajdują się podobne motywy, jak np. zabawka z motywem kosmicznym, która nie uważa się za zabawkę.

## Fabuła
Żaba Kermit w stroju św. Mikołaja opowiada historię, która wydarzyła się w domu rodziny Jonesów. Kiedy nikogo nie ma w pobliżu, zabawki ożywają. Muszą uważać, by żaden człowiek nie przyłapał ich na tym, gdyż wtedy zabawka zapada w wieczny sen.
Koń na biegunach Belmont opowiada innym zabawkom, że postawiono choinkę, co oznacza, że dziś jest Wigilia Bożego Narodzenia, a to oznacza przybycie nowych zabawek do pokoju dziecięcego. Pluszowy tygrys Rugby rok temu został podarowany jako gwiazdkowy prezent dziewczynce imieniem Zosia i sądzi, że w tym roku będzie tak samo. Wymyka się więc z dziecięcego pokoju.
Tymczasem pluszowy miś Baltazar opowiada o znaczeniu Wigilii, zwłaszcza chwili, gdy inne zabawki tracą status tych ulubionych. Lalka Ania, która przestała być ulubioną zabawką na rzecz Rugby'ego, twierdzi, że ten przeżyje szok, gdy dowie się co się stanie. Nagle o zniknięciu Rugby'ego powiadamia Myszka Mimi, zabawka przeznaczona dla Miauczusia - kota rodziny Jonesów. Zabawki są w konsternacji, szczególnie, że przez przypadek jedna z zabawek - Pierrot - zauważona przez panią Jones zapadła w sen.
Widząc zabawki pogrążone w żałobie po Pierrocie, Mimi postanawia na własną rękę sprowadzić Rugby'ego. Ten z trudem przemyka się przez korytarz usilnie próbując dowiedzieć się, gdzie są schowane prezenty. Mimi znajduje go i cała dwójka ukrywa się w schowku na ubrania. Po chwili wychodzą z niej, by zejść niepostrzeżenie pod choinkę. Tam Rugby znajduje pudełko przeznaczone dla Zosi, dziewczynki do której należy, i zamierza tam wejść. Mimi pomaga mu zdjąć kokardę z pudełka.
Gdy Rugby zamierza otworzyć pudełko, próbuje od tego odciągnąć go Ania, która zorganizowała akcję ratunkową dla niego. Rugby jest głuchy na ostrzeżenia Ani i ku jego szoku w pudełku jest już inna zabawka. Jest nią figurka Meteory, Królowej Asteroidy. Meteora nie wie, że jest zabawką i sądzi że wylądowała na obcej planecie. Gdy Meteora sieje spustoszenie, Rugby zajmuje jej miejsce w pudełku. Ania próbuje mu powiedzieć, że co roku dzieci otrzymują zabawki jako gwiazdkowe prezenty i do czasu następnej wigilii są ich ulubionymi przedmiotami. Rugby już rozumiejąc, co go czeka, nie chce się z tym pogodzić.
W końcu Ania i Mimi przekonują go, że jeśli Zosia go zobaczy w pudełku zamiast w pokoju dziecięcym, może zapaść w wieczny sen. Głośne akcje Meteory budzą państwo Jones, którzy schodzą sprawdzić źródło hałasu. Zabawki są przerażone, ale Mimi udając miauczenie kota odciąga uwagę państwa Jones. Rugby’emu i reszcie udaje się przekonać Meteorę, by wróciła do pudełka, które brała za więzienie, wmawiając jej, że to specjalny statek kosmiczny.
Zabawki udają się do pokoju. Niestety, Mimi zostaje zauważona przez państwo Jones i odstawiona z powrotem dla Miauczusia. Rugby biegnie na pomoc Mimi, jednak ta znajdując się w kocim posłaniu zapadła w wieczny sen. Zrozpaczony Rugby opowiada jej, że była w rzeczywistości jego najlepszym przyjacielem. Jego miłość sprawia, że ożywa. Rozradowany Rugby uważa, że posiadanie przyjaciela to najlepszy gwiazdkowy prezent jaki można dostać.
Następnego dnia do pokoju dziecięcego przybywają nowe zabawki, w tym Meteora oraz nowa kocia zabawka, która staje się przyjaciółką Mimi. Rugby pogodził się z już tym, że to Meteora jest ulubioną zabawką Zosi. Wszystkie zabawki śpiewają wraz z Kermitem piosenkę pożegnalną.

## Obsada
- Dave Goelz –
  - Tygrysek Rugby (głos),
  - Pierrot (głos)
- Steve Whitmire –
  - Myszka Mimi (głos),
  - smok (głos)
- Kathryn Mullen – lalka Ania (głos)
- Jerry Nelson – 
  - Belmont (głos)
  - zabawkowy policjant (głos)
- Richard Hunt –
  - Baltazar (głos)
  - królik z kapelusza (głos)
- Camille Bonora –
  - Meteora (głos)
  - Kasia Jones,
  - lalka (głos)
- Brian Henson – kierowca-zabawka (głos)
- Rob Mills – robotek (głos)
- Nikki Tilroe – telefon (głos)
- Marsha Moreau – Zosia Jones
- Zachary Bennett – Adaś Jones
- Diana Birkenfield – pani Jones
- Jack Riley – pan Jones
- Jim Henson – 
  - Kermit (głos),
  - pajacyk (głos)

## Wersja polska
Wersja polska: Studio Opracowań Filmów w Warszawie

Reżyseria: Krzysztof Szuster

Dialogi: Joanna Klimkiewicz

Dźwięk: Jerzy Januszewski

Montaż: Jolanta Nowaczewska

Kierownik produkcji: Małgorzata Zielińska
Wystąpili:
- Krzysztof Krupiński – Tygrysek Rugby
- Ilona Kuśmierska – Myszka Mimi
- Krystyna Kozanecka – lalka Ania
- Włodzimierz Press – Kermit
- Andrzej Ferenc – pan Jones
- Ewa Kania – pani Jones
- Krzysztof Kołbasiuk – Belmont
- Mariusz Leszczyński –
  - Baltazar,
  - smok
- Ewa Wawrzoń – Meteora
- Mieczysław Gajda – kierowca-zabawka
- Jarosław Domin – 
  - robotek,
  - królik z kapelusza,
  - zabawkowy policjant
- Jerzy Kramarczyk – Pierrot
- Hanna Kinder-Kiss – lalka
- Marek Frąckowiak – telefon
- Jacek Kiss – pajacyk

Lektor: Jerzy Rosołowski